# Achille Paroche
Nicolas Achille Paroche, nació el 1 de marzo de 1868 en Ardennes y falleció el 27 de mayo de 1933 en Signy-l'Abbaye (Ardennes), fue un tirador francés que participó en los Juegos Olímpicos de París 1900 y Juegos Olímpicos de Amberes 1920.

## Palmarés

### Juegos Olímpicos
- Juegos Olímpicos de París 1900:
  - Medalla de oro en 300 metros rifle tendido.
  - Medalla de plata en los 50 metros pistola de 60 disparos.
  - Medalla de plata en el equipo de pistola de 50 metros.
  - Medalla de bronce en el rifle equipo libre.

- Juegos Olímpicos de Amberes 1920:
  - Medalla de plata en el rifle por equipo a 300 m.